# جوي جاماتشي
جوي جاماتشي (بالإنجليزية: Joey Gamache)‏ مواليد 20 مايو 1966 في مين، الولايات المتحدة، هو ملاكم أمريكي يصنف ضمن فئة الوزن الخفيف بدأ مسيرته الاحترافية سنة 1987. حقق بطولة رابطة الملاكمة العالمية.

## إحصائيات
خاض خلال مسيرته 59 نزالا، فاز في 55 وخسر في 4. فاز بالضربة القاضية في 38 نزالا.

## روابط خارجية
- جوي جاماتشي على موقع بوكس ريك (الإنجليزية) (registration required)